# Caturmasa
Le  Caturmasa appelé aussi Chaturmas ou Varshayog correspond à la période de quatre mois de la saison des pluies durant laquelle les moines-ascètes du jaïnisme quittent leur errance pour s'installer dans un village. La tradition viendrait de l'antiquité, période où les moines pensaient que durant cette saison humide, ils allaient en marchant écraser beaucoup plus d'insectes et donc tuer plus de vies à cause des eaux ruisselantes. Ces quatre mois débutent au quatorzième  jour de la lune brillante du mois du calendrier hindou de Asadha, le quatrième mois de l'année lunaire, jusqu'à la pleine lune du mois de Kartika; ce qui correspond grosso modo à une période entre juillet et octobre, pour les Occidentaux. Les fidèles invitent les moines-ascètes du jaïnisme à rester dans leur village plusieurs semaines à l'avance. Pour tous le Caturmasa est l'occasion de prendre des vœux spéciaux comme des restrictions supplémentaires dans ses repas, des périodes de jeûnes et surtout d'écouter les prêches quotidiens des religieux: les pravacana et de fêter le jour du pardon: le Samvatsari lors du festival de Paryushana.